# Тирни, Брайан
Брайан Тирни (англ. Brian Tierney; 7 мая 1922, Сканторп, Йоркшир и Хамбер — 30 ноября 2019, Сиракьюс, Нью-Йорк) — британско-американский историк-медиевист, видный специалист в области средневекового канонического права. Доктор философии (1951), именной эмерит-профессор Корнелла, где трудился с 1959, член Американского философского общества (1990), членкор Британской академии (1994). Лауреат American Historical Association’s Award for Scholarly Distinction (1993).
Родился в семье католиков ирландского происхождения и оставался практикующим католиком на протяжении всей своей жизни. В 16-летнем возрасте оставил школу и ушел добровольцем в Королевские ВВС, где и служил в войну. Демобилизовался в 1946 году в звании Flight lieutenant.
Затем поступил на сокращенный курс для ветеранов и получил степени магистра и доктора философии в Кембриджском университете, учился в Пембрук-колледже, изучал историю. В том же 1951 году вместе с супругой перебрался в США, в 1959 году — в Итаку; член AHA с 1952 года. Преподавал на кафедре истории в Католическом университете (1951—1959) и в Корнелле, на аналогичной кафедре последнего с 1959 по 1992 год (преемник Theodor Ernst Mommsen, с 1969 года именной профессор Goldwin Smith Professor), станет именным (Bryce and Edith M. Bowmar Professor in Humanistic Studies, первый в данной именной должности с 1977) эмерит-профессором. Член Американской академии искусств и наук (1980), феллоу Американской академии медиевистики. Почётный доктор Упсальского (1966) и Католического (1982) университетов.
Автор книг: Foundations of the Conciliar Theory (Cambridge Univ. Press, 1955; переизд. в 1998 году) — его первая книга, вышла на основе диссертации, Medieval Poor Law (1959), The Crisis of Church and State, 1050—1300 (Prentice-Hall, 1964) {Рец. John Witte Jr. }, Origins of Papal Infallibility, 1150—1350 (1972), Religion, Law and the Growth of Constitutional Thought, 1150—1650 (1981?2), The Idea of Natural Rights, Studies on Natural Rights, Natural Law and Church Law, 1150—1625 (Scholars Press, 1997). Последней его книгой стала Liberty and Law: The Idea of Permissive Natural Law (Catholic Univ. of America Press, 2014).
В 1999 году овдовел; оставил двух сыновей и двух дочерей, а также внуков.